# Fusuma

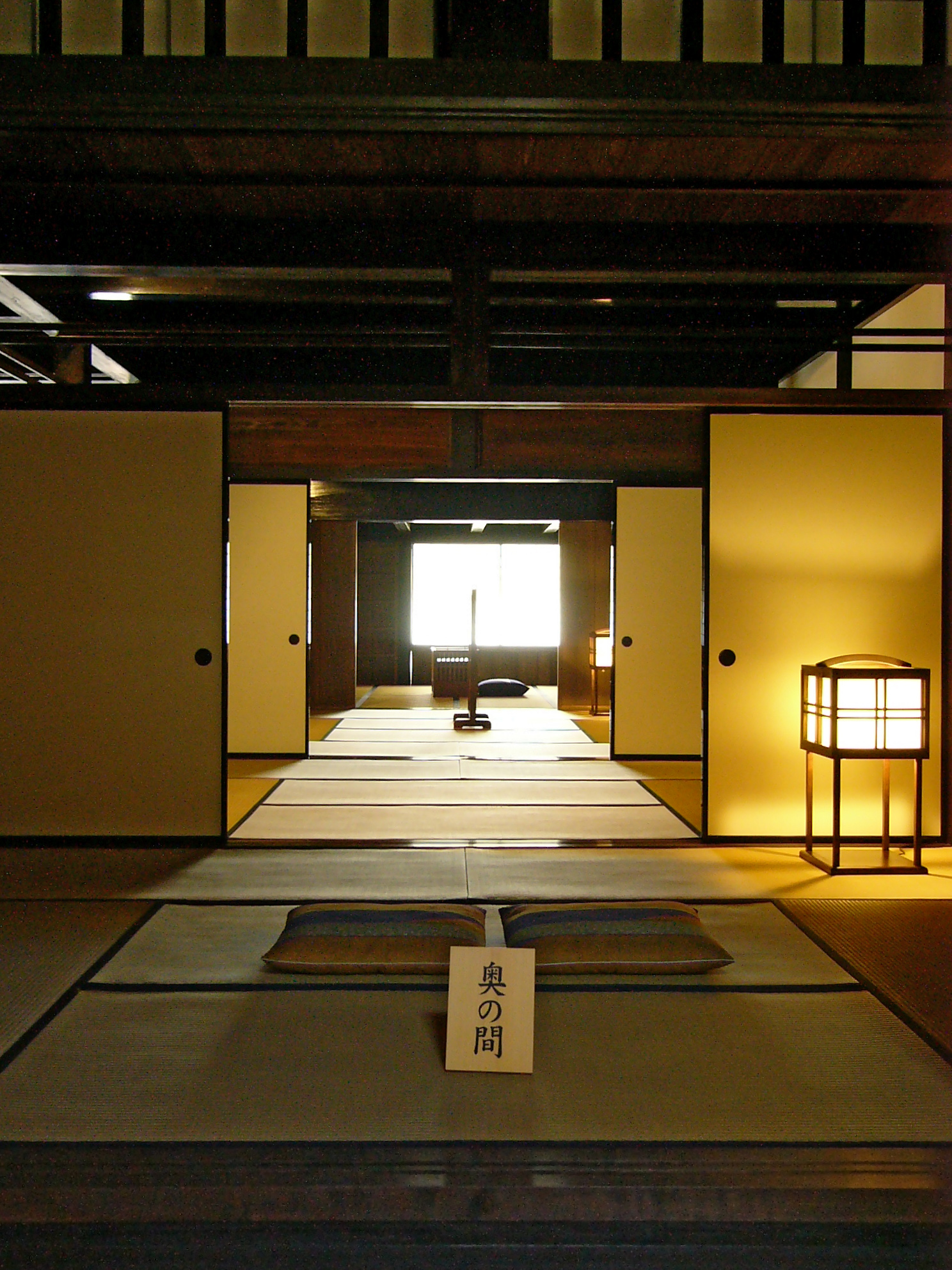
Fusuma.

Le fusuma (襖) est un écran opaque coulissant muni d'une poignée, utilisé pour redéfinir l'espace d'une pièce ou servir de porte dans l'habitat traditionnel japonais. Il mesure généralement 91 cm de large pour 182 cm de haut (la même taille qu'un tatami) et il a 2 ou 3 cm d'épaisseur. Depuis la fin du XXe siècle, sa hauteur a augmenté car les Japonais sont de plus en plus grands et il est maintenant courant d'en voir mesurer 190 cm de hauteur, soit 8 cm de plus que dans les anciennes constructions.
Les rails en bois sur lesquels coulissent les fusuma sont appelés kamoi (鴨居) pour celui du haut et shikii (敷居) pour celui du bas.

## Histoire
Les fusuma apparurent dans le style architectural shinden-zukuri qui donna par la suite naissance au style shoin-zukuri. Dans les habitations des nobles de la cour de Heian, les fusuma servaient à isoler temporairement certains espaces de la salle unique dans laquelle les gens vivaient. Les écrans étaient tendus de tissu ou de papier épais. C'était alors une variété de shōji appelée fusuma-shōji.

## L'art et lefusuma
La surface des fusuma fut un support de prédilection pour la peinture décorative. Ainsi, de nombreux artistes japonais de renom les utilisèrent, notamment les membres de l'école Kanō, et plus particulièrement Kanô Eitoku, Hasegawa Tôhaku…

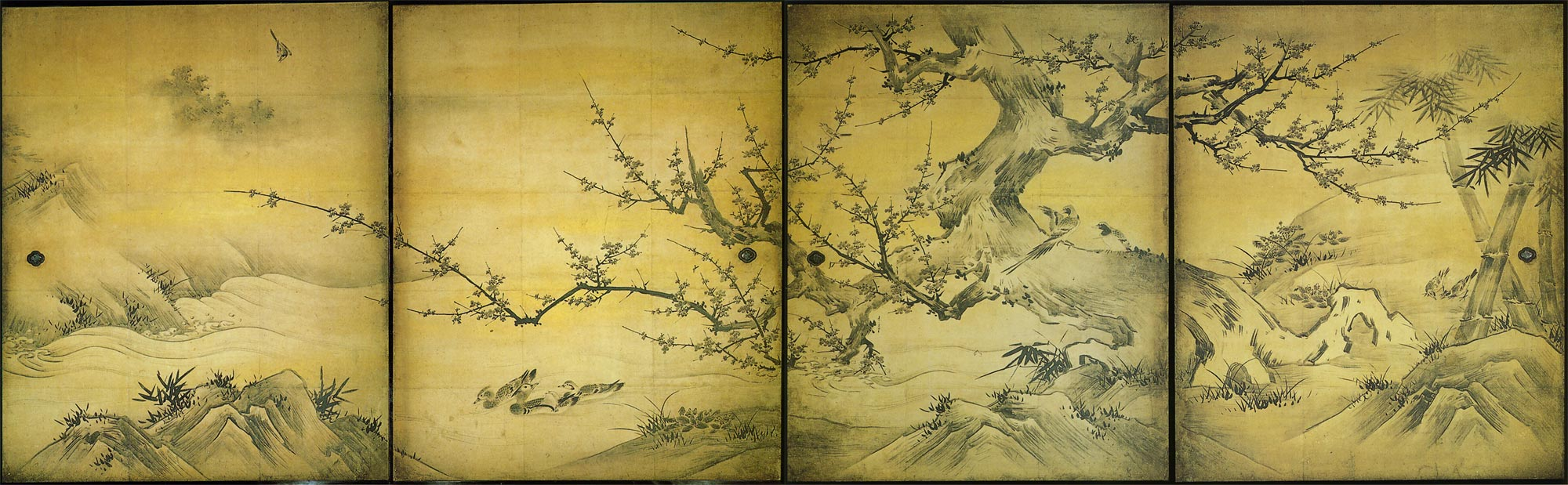
Kanō Shōei et son fils Kanō Eitoku, Fleurs et oiseaux des quatre saisons, XVIe siècle, encre sur papier, 2 paires de 16 fusuma, 2 x, Daitoku-ji (大徳寺), Kyoto.

## Sources
- Collectif, Dictionnaire historique du Japon, Éditions Maisonneuve et Larose, coll. « Monde asiatique », 2002, 2 993 p.  (ISBN 2-7068-1633-3).